# Elliot Aronson

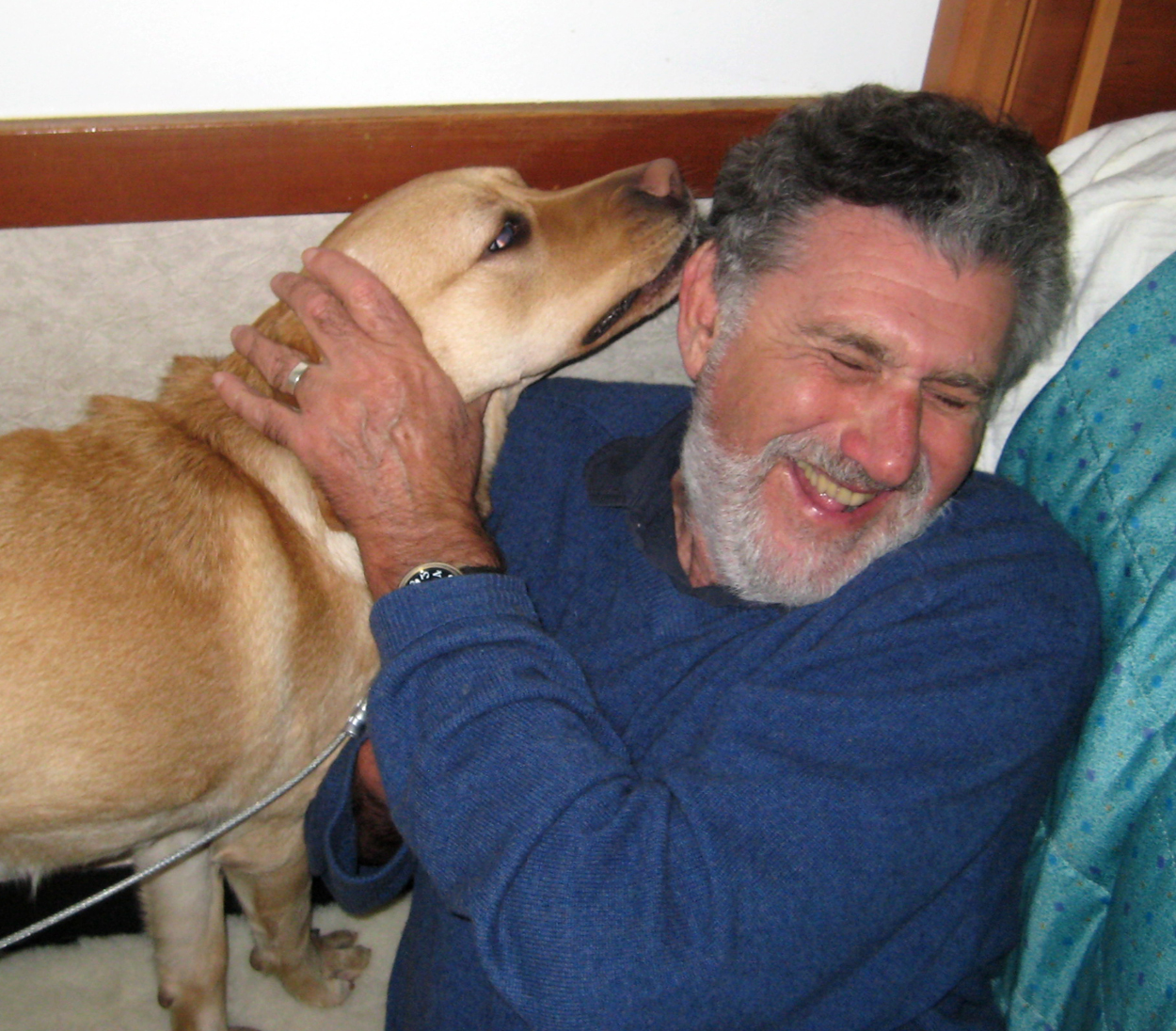
Elliot Aronson

Elliot Aronson (ur. 9 stycznia 1932 w Revere w stanie Massachusetts) – psycholog amerykański, znany z przeprowadzenia eksperymentu klasy z puzzli (Jigsaw Classroom) oraz z badań nad dysonansem poznawczym, autor wielu podręczników do psychologii społecznej. Prowadził badania nad zagrożeniem stereotypem.

## Edukacja
W 1954 uzyskał tytuł licencjata Brandeis University. W 1956 na Wesleyan University otrzymał tytuł magistra, a stopień doktora zdobył na Uniwersytecie Stanforda.

## Działalność dydaktyczna
Aronson wykładał na Uniwersytecie Harvarda, University of Minnesota, University of Texas, a także na University of California w Santa Cruz.

## Eksperyment klasy z puzzli
W 1971 Elliot Aronson przeprowadził swój najbardziej znany eksperyment: klasy z puzzli. Celem eksperymentu było badanie metod redukcji uprzedzeń wśród dzieci. Przedmiotem eksperymentu były klasy podzielone na dwie grupy: tradycyjne oraz "klasy z puzzli". Pierwsze były prowadzone według tradycyjnego programu nauczania, natomiast klasy z puzzli składały się z dzieci różnych ras i były nauczane za pomocą metod, które wymagały od dzieci współpracy w celu osiągnięcia sukcesu w egzaminach.
Wyniki eksperymentu pokazały, że w porównaniu z innymi dziećmi uczniowie klas z puzzli wykazywali się mniejszym poziomem uprzedzeń rasowych oraz negatywnych stereotypów. Dzieci te cechował również wyższy poziom pewności siebie oraz lepsze wyniki akademickie.

## Publikacje
Elliot Aronson jest autorem wielu wysoko cenionych podręczników z dziedziny psychologii społecznej, część z nich ukazała się także w języku polskim, są to:
- Robin M. Akert, Elliot Aronson, Timothy D. Wilson "Psychologia społeczna - serce i umysł"
- Elliot Aronson, Grażyna Wieczorkowska "Kontrola naszych myśli i uczuć"
- Elliot Aronson "Człowiek - istota społeczna"
- Elliot Aronson "Człowiek - istota społeczna. Wybór tekstów"
- Anthony Pratkanis, Elliot Aronson "Wiek propagandy. Używanie i nadużywanie perswazji na co dzień"